# Hans Barry
Hans Barry (* 1879; † 17. Juni 1966 in Clausthal-Zellerfeld) war ein deutscher Beamter in der Bergverwaltung.

## Leben
Barry studierte an der Universität Freiburg und der Bergakademie Clausthal. Er war seitdem Mitglied der Freiburger Burschenschaft Alemannia (1901) und wurde später auch Alter Herr der Burschenschaft Alemannia Clausthal (ab 1929 Marburger Burschenschaft Hercynia), sowie der Burschenschaft Schlägel und Eisen Clausthal. Nach dem Studium des Bergfachs wurde er 1905 zum Bergassessor ernannt und war anschließend bis 1914 im Ruhrgebiet als Betriebsleiter der Rheinisch-Westfälischen Schachtbaugesellschaft tätig. Am Ersten Weltkrieg nahm er als Reserveoffizier, zuletzt als Hauptmann der Reserve teil. Nach Kriegsende trat er bei der Berginspektion Clausthal ein. Er wurde 1920 zum Bergmeister und 1921 zum Bergrat ernannt. In dieser Funktion übernahm er die Leitung der Zentralaufbereitung in Clausthal. 1924 wurde er Leiter der Berginspektion Lautenthal. Seine Tätigkeit in der Bergverwaltung unterbrach er vorübergehend, um als Badekommissar die Leitung des Staatsbads Oeynhausen zu übernehmen. 1933 kehrte er als Oberbergrat und Mitglied des Kollegiums beim Oberbergamt Clausthal-Zellerfeld in die staatliche Bergverwaltung zurück.
Hans Barry förderte neben seiner beruflichen Tätigkeit die Pflege der montanhistorischen Überlieferung im Oberharz. Auf seine Initiative geht die Schaffung der Schauanlagen im Oberharzer Bergwerksmuseum zurück, die er aus Originalteilen errichten ließ.